# 1950-ті у кіно
На 1950-ті припадає розквіт творчості Альфреда Гічкока та Акіри Куросави.

## Події
1951
- У Франції засновано Приз Жана Віго — кінематографічна нагорода, яку щорічно присуджують «французькому режисерові, що виявив в роботі незалежність думки і оригінальність стилю».
- 3-20 квітня 4-й Каннський міжнародний кінофестиваль, Канни, Франція.
- 6-18 червня — 1-й Берлінський кінофестиваль, Західний Берлін.

1952
- З 24 січня по 1 лютого у Мумбаї (Індія) вперше було проведено Індійський міжнародний кінофестиваль.
- 23 квітня-10 травня — 5-й Каннський міжнародний кінофестиваль, Канни, Франція.
- 12-25 червня — 2-й Берлінський кінофестиваль.
- 20 серпня-12 вересня — 13-й Венеційський кінофестиваль, Венеція, Італія.

1953
- 15-29 квітня — 6-й Каннський міжнародний кінофестиваль, Канни, Франція.
- 20 серпня-4 вересня — 14-й Венеційський кінофестиваль, Венеція, Італія.
- 8-28 червня — 3-й Берлінський міжнародний кінофестиваль, Західний Берлін.

1954
- 25 березня-4 квітня — 7-й Каннський міжнародний кінофестиваль, Канни, Франція.
- 18-29 червня — 4-й Берлінський міжнародний кінофестиваль, Західний Берлін.
- 22 серпня-7 вересня — 15-й Венеційський кінофестиваль, Венеція, Італія.

1955
- 26 квітня-10 травня — 8-й Каннський міжнародний кінофестиваль, Канни, Франція.
- 24 червня-5 липня — 5-й Берлінський міжнародний кінофестиваль, Західний Берлін.
- 25 серпня-9 вересня — 16-й Венеційський кінофестиваль, Венеція, Італія.

1956
- 23 квітня-10 травня — 9-й Каннський міжнародний кінофестиваль, Канни, Франція.
- 26 червня-9 липня — 6-й Берлінський міжнародний кінофестиваль, Західний Берлін.
- 5 липня — 1-ша церемонія нагородження премією Давид ді Донателло, Рим, Італія.
- 28 серпня-9 вересня — 17-й Венеційський міжнародний кінофестиваль, Венеція, Італія.

1957
- 23 квітня-10 травня — 10-й Каннський міжнародний кінофестиваль, Канни, Франція.
- 21 червня-2 липня — 7-й Берлінський міжнародний кінофестиваль, Західний Берлін.
- 3 серпня — 2-а церемонія вручення кінопремії «Давид ді Донателло», Рим, Італія.
- 25 серпня-8 вересня — 18-й Венеційський кінофестиваль, Венеція, Італія.

1958
- 2-18 травня — 11-й Каннський міжнародний кінофестиваль, Канни, Франція.
- 27 червня-8 липня — 8-й Берлінський міжнародний кінофестиваль, Західний Берлін.
- 3 серпня — 3-я церемонія нагородження кінопремію «Давид ді Донателло», Рим, Італія.
- 24 серпня-7 вересня — 19-й Венеційський міжнародний кінофестиваль, Венеція, Італія.

1959
- 30 квітня-15 травня — 12-й Каннський міжнародний кінофестиваль, Канни, Франція.
- 26 червня-7 липня — 9-й Берлінський міжнародний кінофестиваль, Західний Берлін.
- 26 липня — 4-а церемонія нагородження кінопремії «Давид ді Донателло», Рим, Італія.
- 23 серпня-6 вересня — 20-й Венеційський міжнародний кінофестиваль, Венеція, Італія.

1960
- 10 березня — 17-та церемонія вручення премії «Золотий глобус».
- 4 квітня — 33-я церемонія вручення кінопремії «Оскар».
- 4-20 травня — 13-й Каннський міжнародний кінофестиваль, Канни, Франція.
- 24 червня-5 липня — 10-й Берлінський міжнародний кінофестиваль, Західний Берлін.
- 31 липня — 5-а церемонія вручення кінопремії «Давид ді Донателло», Рим, Італія.
- 24 серпня-7вересня — 21-й Венеційський міжнародний кінофестиваль, Венеція, Італія.